# 叙克和桑特纳克
叙克和桑特纳克（法語：Suc-et-Sentenac，法語發音：[syk e sɛ̃tnak]）是法国阿列日省的一个旧市镇，属于富瓦区。2019年1月1日，叙克和桑特纳克与邻近的3个市镇合并为新市镇瓦勒德索斯。

## 地理
叙克和桑特纳克（42°46'56"N, 1°28'33"E）面积31.69 平方千米，位于法国奧克西塔尼大區阿列日省，该省份为法国西南部内陆省份，西部和北部与上加龙省接壤，东临奥德省，东南至东比利牛斯省接壤，南与安道尔和西班牙接壤。
与叙克和桑特纳克接壤的市镇（或旧市镇、城区）包括：欧扎特、古尔比特、奥吕、勒波尔、拉巴-莱特鲁瓦塞尼厄尔、维克德索。
叙克和桑特纳克的时区为UTC+01:00、UTC+02:00（夏令时）。

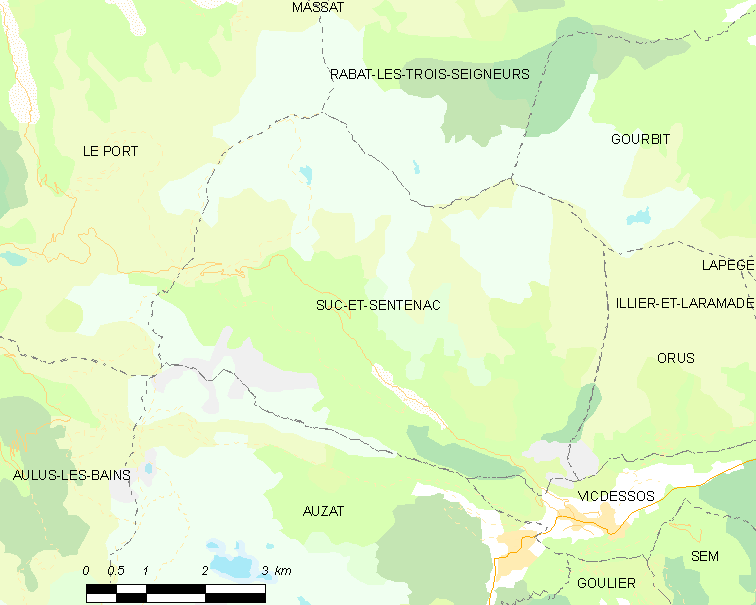
叙克和桑特纳克的OSM定位图

## 行政
叙克和桑特纳克的邮政编码为09220，INSEE市镇编码为09302。

## 政治
叙克和桑特纳克所属的省级选区为萨巴尔泰斯县。

## 人口

1962-2008年间叙克和桑特纳克人口变化图示

叙克和桑特纳克于2018年1月1日时的人口数量为55人。